# رسنه
رسنه (بالمقدونية:Ресен) هي بلدة في الجنوب الغربي لمقدونيا، وعدد سكانها أقل من 9,000 نسمة. قريبة من مدينة بيتولا ومدينة أوخريد يَبلُغ ارتفاع المدينة 880 متر، وهي قريبة من بحيرة بريسبا.

## أعلام
- أحمد نيازي بك
- غوران كرستفسكي
- لاسكو أندونوفسكي